# Dan Harris
Dan Harris (Kingston, 29 de Agosto de 1979) é um roteirista de cinema mais conhecido por ter escrito e dirigido o filme Imaginary Heroes e por seu trabalho ao lado de Michael Dougherty nos roteiros de vários filmes de Bryan Singer, como X2 e Superman Returns.